# Mont Narahara
Le mont Narahara (奈良原岳, Narahara-dake) est une montagne culminant à 362 m d'altitude sur Uotsuri-jima dans les îles Senkaku, à Ishigaki dans la préfecture d'Okinawa au Japon. Point le plus élevé de l'île, il tient son nom de Narahara Shigeru, 8e gouverneur de la préfecture d'Okinawa.